# エムペントリン

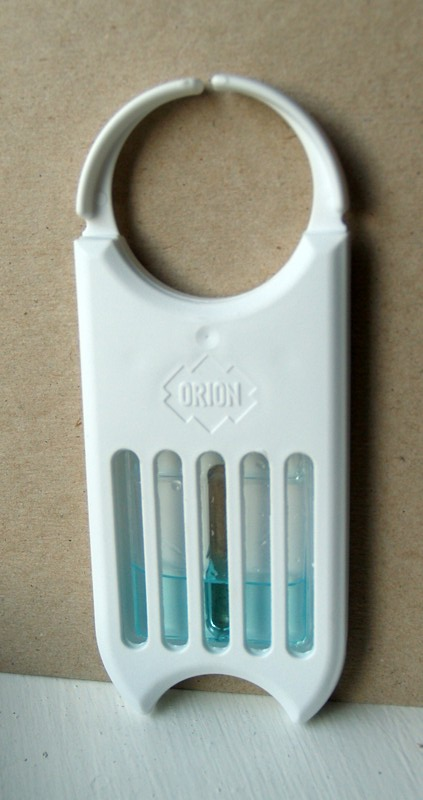
家庭用のエムペントリン製品の例。

エムペントリン、エンペントリン、エムペンスリン、エンペンスリン（empenthrin）、または、ベーパースリン（Vaporthrin）とは、殺虫剤として用いられる合成ピレスロイドの1つである。以上のように片仮名転記には表記揺れが見られるため、本稿では以降、表記をエムペントリンに統一する。

## 構造
エムペントリンは菊酸を部分構造として有する。すなわち、菊酸のカルボキシ基に、4-メチルヘプタ-4(E)-エン-1-イン-3-オール（4-methylhept-4(E)-ene-1-yne-3-ol）の水酸基が、脱水縮合してエステル結合を形成した構造をしている。この水酸基が結合している炭素はキラル中心である。また菊酸にも複数のキラル中心が存在するため、エムペントリンには多数の立体配座が存在する。

## 毒性
エムペントリンの哺乳類への急性毒性は低く、経口の半数致死量は、少なくとも、オスのラットで5000 (mg/kg)以上、メスのラットで3500 (mg/kg)以上であった。また、マウスの場合は性別を問わず3500 (mg/kg)以上であった。
しかし、同じ脊椎動物でも魚類には非常に強い毒性を示し、ニジマスの96時間以内の半数致死濃度は1.7 (μg/L)であった。また、他の水棲生物にも毒性を示し、例えばオオミジンコの48時間以内の半数致死濃度は、20 (μg/L)であった。

## 用途
エムペントリンは飛翔性の昆虫に幅広く作用して毒性を発揮するため、イガやコイガなど、布を食害する害虫の駆除に用いられる。